# 吉伦特河畔圣福尔
吉伦特河畔圣福尔（法語：Saint-Fort-sur-Gironde，法語發音：[sɛ̃ fɔʁ syʁ ʒiʁɔ̃d]）是法国滨海夏朗德省的一个市镇，属于容扎克区。

## 地理
吉伦特河畔圣福尔（45°27'38"N, 0°43'15"W）面积24.22 平方千米，位于法国新阿基坦大区滨海夏朗德省，该省份为法国西部滨海省份，北起旺代省，西临大西洋，南至吉倫特省，东南接多爾多涅省，东北接德塞夫勒省接壤，东临夏朗德省。
与吉伦特河畔圣福尔接壤的市镇（或旧市镇、城区）包括：尚帕尼奥勒、洛里尼亚克、圣迪藏迪加、瑟德尔河畔圣日耳曼、圣克里斯托利-梅多克、瓦莱拉克、贝加当、弗卢瓦拉克。

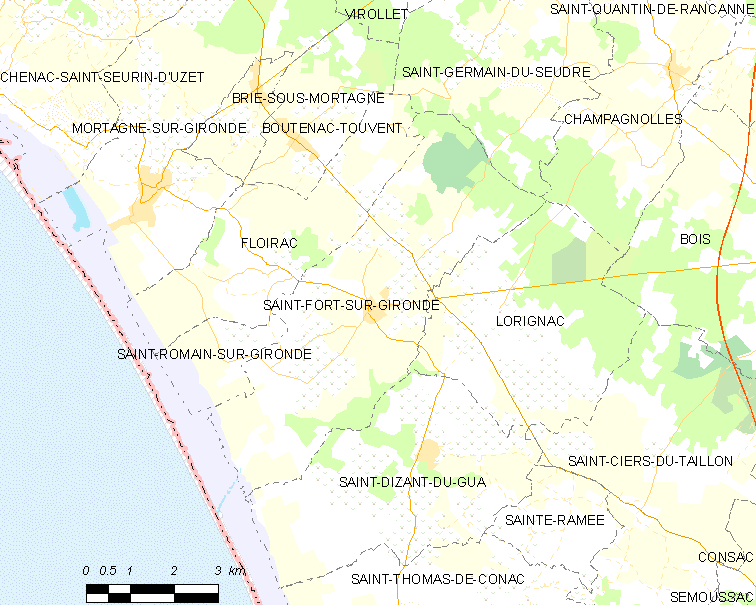
吉伦特河畔圣福尔的OSM定位图

吉伦特河畔圣福尔的时区为UTC+01:00、UTC+02:00（夏令时）。

## 行政
吉伦特河畔圣福尔的邮政编码为17240，INSEE市镇编码为17328。

## 政治
吉伦特河畔圣福尔所属的省级选区为蓬镇县。

## 人口

1962-2008年间吉伦特河畔圣福尔人口变化图示

吉伦特河畔圣福尔于2022年1月1日时的人口数量为907人。